# Adam Gottlob Moltke
 Der er flere personer med dette navn, se Adam Gottlob Moltke (flertydig).
 Adam Gottlob lensgreve (von) Moltke (født 10. november 1710 på godset Walkendorf nær Tessin i Mecklenburg, død 25. september 1792 på Bregentved ved Haslev) var en tysk-dansk lensgreve. Han var overhofmarskal og storgodsejer og en af de vigtigste personer under kong Frederik 5.s tyveårige regeringstid 1746-1766. Han var også kunstnens beskytter og har efterladt væsentlige bygninger og kunstværker, som han lod tidens bedste arkitekter og kunstnere udføre.
Moltke var optaget af den spirende landboreformbevægelse og især i den tekniske udvikling af landbruget. Han var også præsident for det Asiatiske Kompagni 1750-1771, Kunstakademiet og Frederiks Hospital. Han fik 22 børn, hvorved slægten Moltke i Danmark spredte sig og blev stor og indflydelsesrig.

## Ungdom
Moltke var født 10. november 1710 på godset Riesenow i Mecklenburg og var tysk af fødsel. Hans fader, oberstløjtnant Joachim von Moltke (død 1730), gift med Magdalene Sophie f. von Cothmann, havde dog været dansk officer, en af hans farbrødre var staldmester hos Frederik 4.s broder Prins Carl, en anden var amtmand på Møn. Denne sidste, Caspar Gottlob Moltke, fik ham i året 1722 ansat som page hos den daværende kronprins Christian, og da han i året 1730 blev udnævnt til kammerpage hos den 7-årige prins Frederik (den senere Frederik 5.), grundedes det nøje forhold imellem ham og denne, der trofast varede indtil den sidstnævntes død. Sådan som Moltkes løbebane blev, var det umuligt for ham at opnå nogen rig åndelig uddannelse ved studier eller rejser; derimod var han tidlig religiøst vakt og synes i nogen tid at have stået i berøring med Herrnhuterne; religiøse stemninger træde da også stærkt frem i hans efterladte optegnelser. Skønt prinsen holdt overordentlig meget af ham, følte Moltke sig dog trykket, mens han som kammerjunker (fra 1735) virkede ved hans hof. Han havde nemlig, fattig som han var, 1735 ægtet en datter af oberstløjtnant Godske Hans Brüggemann til Ulriksholm og Østergård, Christiana Frederikke Brüggemann (1712-1760), som han havde været forlovet med i 7 år, og hun fødte ham det ene barn efter det andet, 13 i alt (hendes far var meget velhavende, ejede 2 godser). Han attråede derfor blot at få en nogenlunde god stilling som amtmand på Møn, og han fik også tilsagn om at blive det; men da overraskede Christian 6. ham ved (1743) at gøre ham til hofmarskal hos prinsen, det følgende år stillede han ham som overkæmmerér i spidsen for sønnens hofstat, og snart efter gjorde han ham til hvid ridder (1745). Et betydningsfuldt vidnesbyrd om, hvilken tillid han havde til Moltke, gav han, da han frygtede for, at sønnen var ved at skeje ud i sædelig henseende, og da han så i fortrolighed søgte Moltkes hjælp for at få klarhed herpå og for at få dårlige elementer fjernede fra sønnens omgivelser.

## Frederik 5.s tronbestigelse
Næppe var Frederik 5. blevet konge 1746, førend han overvældede Moltke med nådesbevisninger; han gjorde ham til overhofmarskal (13. september 1746), forærede ham godset Bregentved og udnævnte ham til gehejmeråd (1747). Få år efter (31. marts 1750) ophøjede han Bregentved tillige med flere godser, som Moltke imidlertid havde købt, til et lensgrevskab. Overhofmarskalembedet havde tidligere været en blot hofcharge; men nu under Frederik 5. blev det den ydre stilling, der gav Moltke lejlighed til som kongens fortrolige ven at være om ham tidlig og silde. Da Frederik 5. talte med ham om alt, hvad der lå ham på sinde, var det muligt for ham ved samtaler og referater at gøre sin indflydelse gældende på alle områder, hvor det lystede ham. Han attråede derfor aldeles ikke at stå i spidsen for noget regeringskollegium eller engang at være medlem af Konseillet. Da kongen i året 1763 udtrykkelig gav ham sæde i dette kollegium, opnåede han at få fritagelse for at møde der. Ganske sikkert var det også overflødigt for ham at tage del i Konseillets forhandlinger, da ministrene måtte holde det for nødvendigt at tale med ham om mangfoldige sager og at sikre sig hans medvirkning, når det gjaldt noget af vigtighed. De fremmede diplomater havde så vidtgående tanker om hans indflydelse, at en af dem lejlighedsvis udtalte, at han efter behag kunne af- og indsætte ministre. Derfor holdt de det tit for lige så vigtigt at forhandle med ham som med selve udenrigsministeren, ja undertiden for endnu vigtigere.

## Landets mægtigste mand
Den opfattelse, de fremmede diplomater havde, faldt ganske sammen med, hvad der var den almindelige mening i selve landet, både hos høje og lave, ingen var i tvivl om, at den bedste vej til at opnå noget hos kongen var at vinde Moltke for sin sag. Men hvad sagde ministrene hertil? De kunne, skulde man tro, ikke finde andet, end at det var et ganske utåleligt forhold; det måtte efter al sandsynlighed enten føre til højst pinagtige rivninger eller til, at ministrene sank ned til at blive nikkedukker i Moltkes hånd. Men dog er det et helt andet syn, Frederik 5.s regeringshistorie frembyder, og det må siges først og fremmest at være Moltkes fortjeneste, at det ikke kom til at gå, som man kunne frygte for. Moltke var nemlig lykkeligvis ikke en almindelig "favorit", men sin konges trofaste ven og en god dansk fædrelandsven, der, om han end til sine tider ikke glemte sin egen fordel, dog på flere måder med alvor arbejdede for landets vel. Han, der havde en god forstand og i det mindste i flere retninger et sundt blik, men ingenlunde var en mand med overlegen begavelse, kendte godt sin egen begrænsning, og han var lykkeligvis uden den ærgerrighed at ville være alt. Derfor tilrådede han også kongen straks i begyndelsen af hans regering, at han, om han end så vidt muligt burde se med egne øjne, dog tillige skulle støtte sig til konseillets overvejelser, og han opfordrede ham tillige til at bevare dette i dets daværende sammensætning. Da han desuden selv åbenbart var hensynsfuld og behagelig i sit væsen, forstod han personlig at stille sig i det rette forhold til Konseillet og de andre regeringskollegier. Vistnok mangler det ingenlunde på kabinetsordrer fra kongen eller på forandringer fra dennes side i kollegiernes indstillinger, ligesom det også temmelig jævnlig skete, at kongen ved embedsudnævnelser gik sine egne veje, og i alt sligt har han ganske sikkert rådført sig med Moltke, men regeringens fremherskende træk, i det mindste hvad hele sider af de indre forhold angår, var dog en kollegiestyrelse, hvori Moltke ikke blandede sig.

## Relationer til Schulin og Bernstorff
Særlig interesse har Moltkes personlige forhold til de 2 betydelige statsmænd, der spillede den største rolle under Frederik 5.s regering, nemlig J.S. Schulin og J.H.E. Bernstorff. For den første af disse nærede han stor ærbødighed, og han synes at have opfattet ham som den, der havde været et slags velynder for ham. Med god grund mente derfor de fremmede diplomater, at Moltke ganske rettede sig efter den politik, som Schulin anså for den rigtige, at han støttede den hos kongen og aldrig modarbejdede den. Anderledes blev forholdet, da Schulin døde i 1750, og efter en kort mellemtid Bernstorff i 1751 både blev udenrigsminister og medlem af Konseillet. Det var vistnok med rette, det den gang blev sagt, at Moltke hellere så denne plads besat med Bernstorff end med den anden fremragende diplomat, hvorom der kunde være tale, nemlig grev Lynar. Men den ærbødighed, Moltke havde haft for Schulin, der var så meget ældre end han, følte han ikke over for den med ham samtidige Bernstorff. Det synes også, som om denne, ved siden af al den fine form, der udmærkede ham, har haft en vis docerende bredde, der kunde virke irriterende, og at han nok holdt af at lade sin åndelige overlegenhed træde frem. Nok er det, at Moltke følte sig stødt ved hans væsen, og det var der dem, som forstode at benytte sig af. Oven i købet var det en ikke ualmindelig, om end sikkert i det væsentlige uberettiget, opfattelse, at Bernstorffs politiske system var forskelligt fra Moltkes, at han nemlig var engelsksindet, medens Moltke var fransksindet. Særlig Frederik 2. af Preussen hadede Bernstorff, og den ene gang efter den anden pønsede han derfor på, om det ikke skulle være muligt at få Moltke til at styrte Bernstorff. Men til lykke for staten gav Moltke ikke sin vrantne stemning lige over for Bernstorff spillerum; han så, at det var pligt at lade denne blive siddende på sin plads, og således skete det da. Efter at han her havde taget sit parti, fulgte han Bernstorffs fane lige så trofast, som han havde fulgt Schulins, og han var stadig en værdifuld støtte for Bernstorff, medens staten slap for et rænkespil, der på det daværende farlige tidspunkt kunde have været ødelæggende. Den gavn, han gjorde ved siden af Bernstorff, trådte klarest frem i 1762 under den fare, som den gang truede fra Rusland. Man må kalde det en lykke for landet, at han på dette tidspunkt, da adskillige tabte modet, var enig med Bernstorff i at stå fast og byde den russiske kejser Peter 3. spidsen. Det var så at sige bag kulisserne, at vi have set Moltke virke som kongens rådgiver, både hvad den ydre politik angår og med hensyn til den egentlige statsstyrelse. Det gjorde, som tidligere omtalt, ikke stor forandring heri, at han 18. marts 1763 blev medlem af Konseillet, da han holdt sig borte fra møderne. Få måneder i forvejen (2. december 1762) var han blevet medlem af Overskattedirektionen, og skønt H.C. Schimmelmann afgjort var hovedmanden her, kom han dog ved denne stilling officielt i forbindelse med en vigtig gren af statsforvaltningen.

## Indsats for kunst og økonomi
Ved siden deraf havde han dels det hverv at bestyre kongens Partikulærkasse, dels trådte han tydelig frem for offentligheden ved den overordnede ledelse, kongen lod ham få på visse åndelige områder. Da nemlig Kunstakademiet blev stiftet 31. marts 1754, gjorde Frederik 5. ham til præsident for dette, og tillige lagde han en ny videnskabelig institution under ham, nemlig det i 1759 oprettede Natural- og Husholdningsselskab, for øvrigt en besynderlig ordning, da man skulle tro, at en sådan institution naturlig hørte sammen med Universitetet. Ikke mindre måtte der blive lagt mærke til, at Moltke fik den ypperste plads ved styrelsen af Frederiks Hospital, der netop stiftedes på denne tid (1756).
Skønt forfængelighed hos Moltke kan have haft del med i, at han kom til at træde frem på denne måde, vil man ikke kunne frakende ham virkelig interesse for de sager, han således fik at gøre med. At han havde sans for kunst, derom synes den udmærkede samling af malerier, som han har efterladt sig, klart at vidne, han anskaffede en betydelig naturaliesamling, og at de økonomiske spørgsmål, som på den tid kom op, satte ham i stærk bevægelse, viste han, da han udvirkede en kongl. kundgørelse af 31. marts 1755, hvorved folk blev opfordrede til at udarbejde afhandlinger over herhen hørende emner; hvad de skreve, ville da blive trykt på offentlig bekostning. Virkningen heraf blev den livlige forhandling i litteraturen, som vi særlig kender fra Økonomisk Magasin og fra Frederik Christopher Lütkens Økonomiske Tanker til højere Eftertanke.
Arkitekturen havde særligt hans bevågenhed, og han havde stor indflydelse på, at Nicolai Eigtved fik frie hænder til at udforme Frederiksstaden. Eigtved tegnede og indrettede Moltkes eget palæ, udvidede Bregentved og tegnede Turebyholm, og efter hans død 1754 var den franskorienterede Moltke instrumental i at indkalde arkitekten Nicolas-Henri Jardin til Danmark. Jardin fik opgaven med at fuldføre Frederikskirken og indrettede samtidig taffelsalen i Moltkes Palæ. Molkte lod også Jardin udvide Marienlyst Slot i Helsingør, som han senere solgte til kongen, og sin herregård Glorup på Fyn. Disse to anlæg, Frederiksstaden og Glorup, er begge optaget i Kulturkanonen. Senere var det C.F. Harsdorff, som Moltke engagerede til at opføre sin families gravkapel som tilbygning til Karise Kirke.

## Storgodsejeren Moltke
Iblandt de emner, som på den måde blev behandlet, var landbo spørgsmålet afgjort det vigtigste, og man må rose Moltke for at have ladet der være fuldstændigt frisprog på dette område, thi han sympatiserede ikke med den opfattelse, som begyndte at komme stærkt frem i litteraturen, at der burde indføres betydelige reformer for at hæve bondestanden. Moltke var selv stor godsejer. Ikke blot ejede han de betydelige godser, der dannede Grevskabet Bregentved (han havde af dem 1747 købt Turebyholm af staten, 1750 Juelline af grev Frederik Danneskiold-Samsøe og 1751 Alslev og Tryggevælde af Peter Johansen Neergaard); men han ejede tillige til forskellig tid Glorup og Rygård på Fyn, lensbaronierne Lindenborg og Høgholm samt Dronninglund og Dronninggård i Jylland, Gammelgård på Lolland, Nygård (senere Marienborg) på Møn, som han siden solgte til Schimmelmann, Nør i Sydslesvig og Testorf i Holsten. Det er ikke usandsynligt, at de store herremandsinteresser, han således havde, have bragt ham til, uagtet han som godsejer var god imod sine bønder, ikke at søge forbedringen af de slette landboforhold i en forandring af bøndernes sociale stilling, men derimod i et mere tidssvarende agerbrug og i ophævelsen af det for herremænd så vel som for bønder fordærvelige fællesskab. Han var som godsejer iblandt de forreste med at få indført den holstenske kobbeldrift i steden for det forældede trevangsbrug; han indførte dyrkning af hvede på Sjælland og forøgede ved sine forskellige forandringer kornproduktionen på sine godser meget betydelig. Efter en opgivelse af ham i året 1776 gav hans sjællandske hovedgårde alene en forøget afgrøde på 4000 tdr., hvoriblandt 2000 tdr. hvede; forøgelsen af bøndernes høst på de samme godser regnede han til 8000 tdr. Ved siden af, hvad han udrettede som godsejer, havde han stor del i de første skridt, der skete for at indskrænke fællesskabet (forordningerne af 29. december 1758, 28. december 1759 og 8. marts 1760).

## Niels Lassen
Omkring slut 1750erne foreligger at da den nye driftsform – fra trevangsbrug til kobbelbrug – med stærkt stigende udbytte – var blevet gennemført på Bregentved, begyndte Moltke straks omlægningen af driften på hovedgården, Sofiendal i Terslev sogn.
En af Moltkes bønder, Niels Lassen, havde set ændringerne på Sofiendal og androg Moltke om tilladelse til at anstille lignende forsøg på hans fæstegård Sprettingegård, som lå under Turebyholm, som dengang var på 9 tdr. hartkorn. Han opnåede ikke blot tilladelsen til forsøget, men til løn for at være kommet sit herskab i forkøbet, fik han af Moltke overladt Sprettingegård til arv og ejendom. Sprettingegård fik jordtilliggende fra 2-3 nedlagte eller nedbrændte gårde i Alkestrup. Jorden gik derved ud af byens fællesdrift og blev et selvstændigt brug under Turebyholm. Niels fik sin jord inddelt i elleve kobler, som han forsynede med dobbeltgrøfter og levende hegn. Gården var blevet nybygget af muret bindingsværk af sten brændt i hans egen teglovn. Moltke kunne samtidig fremhæve sin stolthed, at Niels Lassen havde et årligt overskud på to hundrede rdl. og gav også Niels den mindre sølvmedalje for at have anlagt et teglbrænderi. Niels blev derfor Sjællands første udflytterbonde før ordet fik sin betydning og Moltke var forløber for landboreformerne i slutningen af 1700 tallet. Titlen ”første Sjællandske udflytter bonde” tillægges ellers den lærde Hans Jensen Bjerregaard, Gentofte under Hørsholm, som flyttede sin gård ud i 1766, altså en halv snes år senere.

## Moltke og merkantilismen
Moltke var ikke blot godsejer, han tog også del i handelsforetagender, hvad fornemme folk i det hele taget ikke sjældent indlod sig på i den tid. De handelskompagnier, der opstod, anså det for at være fordelagtigt at have stormænd i spidsen for sig. Frem for alle måtte da en mand, der i den grad som Moltke havde kongens øre, og som havde hans indflydelse i regeringskredsene, være et ypperligt præsidentemne. Han beklædte denne stilling både i Det Vestindisk-Guineiske og det Asiatiske Kompagni; han var endogså det sidstnævnte kompagnis præsident i 21 år (1750-71). Men uheldigvis kom han netop i sit forhold til det asiatiske kompagni til at vise, at det kunde være misligt for et handelsselskab at have en hofmand til præsident. Da nemlig det Frederiksstaden i København blev anlagt (1749), kom den tanke frem, at det skulde smykkes med kongens statue. Frederik 5. var forfængelig nok til at forelske sig i denne plan, og ikke blot støttede Moltke ham heri, men han forstod også at finde penge dertil ved som præsident i det Asiatiske Kompagni at formå dette til at påtage sig bekostningen som en erkendtlighed for de tjenester, kongen ved flere lejligheder havde vist det. Aktionærerne gik villig ind på forslaget; men da udgifterne, takket være snyderier og slet kontrol, efterhånden svulmede op til det monstrøse, blev deres stemning alt andet end tilfreds. Den kulde, de viste Moltke, da han 1771 fratrådte præsidentstillingen, hang måske i ikke ringe grad sammen hermed.

## Vurdering af Moltkes forhold til kongen
Medens Moltke i denne sag vel meget havde vist sig som hofmanden, tilkommer der ham i det hele den ros, at han i sit forhold til Frederik 5. ærlig og trofast har søgt at gavne denne. Han har blandt andet åbenbart gjort, hvad han kunne, for at støtte kongen imod de fristelser, som hans sanselige temperament og hans svage karakter udsatte ham for. De breve fra kongen til ham, som vi kender til, er på en måde lidet indholdsrige, de indeholder kun udbrud af Frederik 5.s stemninger; men de har betydning ved det stærke indtryk, de giver af, at Moltke mange gange hellere har udsat sig for kongens heftighed end villet undlade at holde igen imod hans udskejelser. Han har på dette område været sin konges gode ånd. En stor løn høstede Molkte unægtelig ved det trofaste venskab, som Frederik 5. nærede for ham, lige indtil han, så at sige, udåndede i hans arme. Han gav denne følelse udtryk, ikke blot ved æresbevisninger som dem, der ovenfor ere nævnte, hvortil kan føjes, at Moltke 1747 fik ordenen de la fidelité og 1752 blev Ridder af Elefanten, men særlig derved, at han efter Dronning Louises død ville ægte en datter af Moltke. Denne, der mindst af alt i verden manglede forsigtighed, var imidlertid besindig nok til at afværge denne farlige ære.
Til uheld for Moltke svarede ikke en almindelig yndest til det venskab, kongen nærede for ham. I og for sig var det naturligt, at der opstod misundelse imod ham, ikke mindre end at de bleve vrede, der havde søgt den højtstående mands hjælp og ikke opnået, hvad de ønskede. Hertil kom, at der var en ret almindelig misstemning i slutningen af kongens regeringstid imod dem, der vare dennes nærmeste rådgivere. Vistnok kunde man sige, at lykken havde begunstiget den bernstorffske, af m. Stærkt støttede politik. Den fare, der 1762 havde truet ved den russiske kejser Peter 3.s fjendskab, var drevet over ved hans afsættelse og død, og der var udsigt til på fredelig måde at få det plagende gottorpske spørgsmål bragt ud af verden. Men dels havde folk ingen kundskab om, hvorledes det stod til, dels havde de ingen forstand derpå; de så blot på de ulemper, som forholdet udad til havde bragt over folket ved at fremkalde nye skatter og bringe pengevæsenet i forvirring. Herfor gav man ministrene skylden; men uviljen vendte sig særlig imod Moltke, fordi han vitterlig efterhånden var ble ven en rig mand; hans palæ på det, vi i dag kender som Amalienborg, gjaldt med grund for at være den pragtfuldest udstyrede privatbolig i byen.
Når folk dømte strengt om Moltke, var det for en stor del, fordi de sigtede ham for at bruge sin indflydelse hos kongen til sin egen fordel. Dette var dog en uretfærdig beskyldning. Når man undtager et enkelt, i virkeligheden temmelig ubetydeligt træk, vil man ikke kunne påvise, at han har gjort sig fordele på en uforsvarlig måde. Sin formue har han i hovedsagen forstået at skaffe sig ved at være en god økonom og ved at købe sine godser på en tid, da prisen på landejendomme var overordentlig lav i sammenligning med, hvad den blev allerede i slutningen af Frederik 5.s regering. Også havde han flere gange i en mærkelig grad lykken med sig, således vandt hans hustru en gang ikke mindre end 60.000 rdl. i lotteriet. Den fremragende stilling, han indtog, har naturligvis haft til følge, at de fremmede diplomater oftere have udtalt sig om hans karakter. Deres domme lyde meget forskellig. Man kan se ham blive omtalt som "en forstandig hofmand, en brav karakter, fast og pålidelig i, hvad han lover, omhyggelig i at sætte sig ind i alle sager, meget øm om sin herres ære"; men han er også blevet skildret som en højst uelskværdig personlighed, der bare tænkte på at berige sig selv og tilfredsstille sin herskesyge, og som holdt en skare spejdere
omkring i København, således at han blev i stand til at plage alle dem i deres privat forhold, som han ikke offentlig kunne undertrykke. Diplomaterne er imidlertid kun alt for tit overfladiske og lidenskabelige iagttagere, hvis domme bestemmes af, hvorvidt de finde behag i den mands politik, som de dømme om. Sikkert er det, at om der end ikke kan siges at være noget storslået hos Molkte. I nogen retning, som vækker levende sympati, vidner ikke blot det, vi på anden måde høre om hans forhold til kongen og til statsmændene på Frederik 5.s tid, fordelagtig for hans karakter; men udtalelser fra flere forskellige personligheder, der kom i berøring med ham, tyde også på, at han i sin grund har været en brav og hæderlig mand, der netop har holdt af at gavne, men ikke af at skade andre. Man har et brev fra Bernstorff til ham, skrevet i december 1770, hvori det bl.a. hedder: "i 26 Aar har Deres Excellence aldrig kjendt hverken Hævn eller Hovmod eller nogen sinde misbrugt Deres magt, De har gjort vel imod alle, ondt imod ingen, de har gjort det Tidsrum, i hvilket de havde Indflydelse, til Ærens og Velgjerningernes Epoke."

## Fald fra magten
Da Frederik 5. døde 14. januar 1766, var Moltkes magtperiode forbi. Christian 7. kunne ikke lide ham, og det fortælles, at han, med hentydning til Moltkes høje vækst, sagde om ham: "Storch vom unten, Fuchs vom oben"; han havde en fjende i enkedronning Sophie Magdalene, der i nogen tid var vel lidt af Christian 7. og havde været skinsyg på Moltke for hans indflydelse på Frederik 5. Danneskiold-Samsøe havde lige siden sin afsked i 1746 et horn i siden på ham, og han lagde sig ud med den af kongen meget yndede unge prins Carl af Hessen, da han bekæmpede dennes giftermål med kongens søster, Prinsesse Louise. Det var under disse forhold dobbelt uheldigt, at det vidstes, at han var alt andet end populær. Allerede straks efter Christian 7.s tronbestigelse blev der af uvenner, deriblandt af hans egen svoger statsministeren Ditlev Reventlow, rettet angreb på ham for hans bestyrelse af Partikulærkassen, og selv om han, efter hvad han fortæller, ganske afviste disse angreb, er det ikke usandsynligt, at der er blevet nogen mistanke tilbage hos kongen. En kendsgerning er det under alle omstændigheder, at han allerede i juli 1766 pludselig fik sin afsked fra sine vigtigste embeder, og det uden pension, et tydeligt bevis på, at han var faldet i unåde. Han trak sig herefter tilbage til Bregentved. Men snart kom han atter til at føle et pust af lykken. Ikke alene blev han indbudt til at overvære kongens salving (1. maj 1767), men han havde også den glæde, at Kunstakademiet samme år hædrede ham med en guldmedaille som anerkendelse af hans fortjenester af det, og under den svingning, der i vinteren 1767-68 fandt sted ved hoffet, til dels som en følge af russisk indflydelse, kom han, der var en ivrig talsmand for tilslutningen til Rusland, atter ind i Konseillet (8. februar 1768). Samme dag blev han på ny præses for Overskattedirektionen og fik sæde i den i 1767 oprettede landvæsenskommission, der 15. april 1768 blev omdannet til General-Landvæsenskollegiet. Han havde her lejlighed til at virke for den side af landboforholdene, som vi ovenfor have set interesserede ham, nemlig den økonomiske, bl.a for en videre udvikling af fællesskabets ophævelse (forordning af 28. juni 1769). Imidlertid varede hans virksomhed både her og i Konseillet ikke længe. Da han afslog at ville have noget at gøre med Schack Carl Rantzau og Struensee, afskedigedes han 10. december 1770, og det atter uden pension. Fra nu af var hans rolle udspillet for stedse.
Det var forgæves, at Magnus Beringskjold i slutningen af 1771 søgte at få ham til at være med i sammensværgelsen imod Struensee; ikke blot m.s forsigtighed, men også det nøje kendskab, han fra tidligere tid havde til Beringskjolds upålidelighed, måtte afholde ham fra at være med i sligt. Struensees fald 17. januar 1772 fremkaldte ingen forandring i hans stilling; men efter mageskiftet 1773 tildeltes der ham en pension på 4000 rdl., hvad der mere måtte opfattes som et bevis på anerkendelse end som en nødvendig hjælp. Han fortæller selv, at han få år i forvejen i anledning af rygter om, at han havde samlet en kolossal formue (10-12 mill. rdl.), havde ladet denne opgøre, og at det da havde vist sig, at han ikke ejede i mill. Men selv om han måtte have ret heri, var han dog en efter den tids forhold ualmindelig rig mand. Den sidste årrække af sit liv indtil sin død, 25. september 1792, tilbragte han i stilhed, om vinteren i København, om sommeren på Bregentved.

## Efterladte optegnelser
Han afsluttede i denne tid optegnelser, som han tidligere havde gjort vedrørende Frederik 5.s historie og sine egne oplevelser. Allerede straks efter hans død blev der talt om, at han havde efterladt sig sådanne; men det var dog ikke førend i 1870, at de offentliggjordes i Historisk Tidsskrift (4. R. II). Som de her kom til at foreligge, omfattede de en påvisning af, hvorvidt Frederik 5. havde fulgt en af Moltke ved hans tronbestigelse udarbejdet plan for hans styrelse, endvidere en fremstilling af de vigtigste begivenheder under Frederik 5.s regering, nogle træk af underhandlingerne med Rusland om den gottorpske sag og Moltkes egen selvbiografi. Et par år senere offenliggjordes i det samme tidsskrift (4. R. IV) selve Moltkes ovennævnte plan for Frederik 5.s regering. Uagtet Moltke fuldstændig beherskede det danske sprog i skrift som i tale, vedblev hans modersmål, tysk, dog at ligge ham nærmest, og det er også i dette sprog, at hans optegnelser er affattede. De har betydelig værd ved de oplysninger, de give om Moltkes opfattelse af en række vigtige forhold og regeringsskridt i Frederik 5.s tid ligesom også om hans stilling til denne konge. De have den fortjeneste at være jævnt og naturlig affattede uden tilsætning af hårde domme om andre, endsige af bagvaskelser eller af lyst til at fortælle skandaler. De vidner derved til fordel for deres forfatters karakter. Ikke få steder indeholde de også historisk vigtige enkeltheder, og de vise, hvor nøje indviet Moltke har været i, hvad der skete af betydning i politisk henseende; men uangribelige for kritik er de ingenlunde. Moltke har rimeligvis stolet på sin hukommelse, da han nedskrev dem, og den har ikke helt sjælden ganske svigtet ham. Der er påfaldende fejl i dem, og det endog på punkter, hvor man mindst skulle have ventet det.
Efter sin første hustrus død 1760 ægtede han samme år Sophie Hedevig Raben (1732-1802), datter af gehejmeråd Christian Frederik Raben. Året efter sin mands død stiftede hun Stamhuset Moltkenborg for sine sønner med greven.

## Moltkes børn
I de to ægteskaber fødtes ham hele 22 børn, af hvilke her skal nævnes:
- Deputeret for finanserne, overhofmarskal, gehejmekonferensråd, hvid ridder, dr.jur., grev Christian Frederik Moltke til Turebyholm (1736-1771)
- General af kavaleriet, kammerherre og hvid ridder, grev Caspar Herman Gottlob Moltke til Dronninggård og Dronninglund (1738-1800)
- Generalløjtnant af kavaleriet, kammerherre og hvid ridder, grev Christian Magnus Frederik Moltke til Nør (1741-1813), der blev stamfader til greverne Moltke af Nør
- Deputeret i Generallandvæsenskollegiet, gesandt i Oldenburg, gehejmekonferensråd og hvid ridder, grev Frederik Ludvig Moltke (1745-1824), som kaldtes "den lærde Moltke"
- Gehejmestatsminister, grev Joachim Godske Moltke (1746-1818), der arvede Grevskabet Bregentved
- Viceadmiral, kammerherre og hvid ridder, grev Adam Gottlob Ferdinand Moltke (1748-1820)
- Stiftamtmand i Trondhjem, derefter i Kristiania og sidst i Fyn, gehejmekonferensråd, blå og hvid ridder, grev Gebhard Moltke (1764-1851) til Stamhuset Moltkenborg, der ved patent af 12. juli 1843 fik navnet Moltke-Huitfeldt og et nyt våben med de to slægters mærker i
- Gehejmestatsminister, grev Otto Joachim Moltke (1770-1853), som blev stamfader for greverne Moltke af Espe
- Gesandt i Stockholm, Haag og London gehejmekonferensråd og hvid ridder, grev Carl Emil Moltke (1773-1858), fra hvem greverne Moltke af Nørager nedstammer.

### Trykte primærkilder
- J.F. Wegener (udg.): "Grev Adam Gottlob Moltkes efterladte Mindeskrifter" Arkiveret 21. april 2017 hos  Wayback Machine (Historisk Tidsskrift, Bind 4. række, 2 (1870); s. 129-331)